# Eleccions presidencials del Brasil de 2018
Les eleccions presidencials del Brasil de 2018 es van celebrar al Brasil en dues voltes. La primera va tenir lloc el 7 d'octubre de 2018 i la segona el 28 d'octubre de 2018, totes dues en diumenge. Van ser les vuitenes eleccions presidencials del país després de la promulgació de la Constitució Federal de 1988. Es va disputar entre Fernando Haddad (PT) i Jair Bolsonaro (PSL, actual Unió Brasil), que va resultar guanyador. El candidat i el seu vicepresident, Hamilton Mourão, van jurar el seu càrrec l'1 de gener de 2019 per a un mandat de quatre anys.